# 商學
商學（英語：business studies）是目前於澳大利亞、加拿大、香港、印度、愛爾蘭、南非、英國等地常見的高中課程，內容乃綜合會計學、經濟學、財務金融學、行銷學和組織行為學等概念。亦為高等教育體系中最具規模的學問之一。

## 簡介
在高中課程中，商學的內容一般乃綜合會計學、經濟學、財務金融學、行銷學和組織行為學等概念。而其中各學門佔課程比例不一，考試的著重內容也不一。主要視制定教育方針的相關委員會成員，對當代政治、社會和經濟發展與商業之間的相互影響性的討論和結果而定。其教學目的乃啟發學子自立前對商業概念於社會運作及個人理財上的益處和影響力。
在高等教育的領域中，由於工業化和資訊化的關係，服務業的蓬勃發展、商業用語的大量出現，使商學被視為一種進入職場工作以前，社會實用性最佳的大學科系之一。
一般而言，在大學要就讀商學相對容易，然而日後要在大學執教，則需一定學術層級的認可，或經由考試方得以在高中執教商學課程。

## 沿革
由於世界貿易發展日熾，全球化使各國互相依賴性益發明朗，其重要性和實用性獲得教育界人士的探討，因此從前僅見於大學本科及研究學位的商學開始向下延伸至高中課程。實際上，在商學延伸至高中以前，許多國家的高中已個別開設了經濟學、會計學等課程。然而多重於理論、實用性不廣，對學子啟發財經概念的成效不明顯，遂有此具整合性的課程推行於高中。

### 教育體系
目前商學在教育體系中，為發展規模最可觀的科系；因教育層級之別，可分為四大體系：
1. 高中和技術學校：綜合課程（五年制高中最後二年列為選讀課程之一）[2][3]
2. 大學各系所：商學（commerce；）、銀行和金融學、企業管理學（business management；）、電子商務學、保險精算學、行銷學、人力資源管理學等（可為主修、輔修或選修課程）
3. 新興系所：運動和休閒管理、觀光和會展管理、航空管理等（主要為主修課程）
4. 研究所：商學院、商學研究所與管理研究所等（研究生或博士生的專門課程）

### 高中課程
以澳大利亞新南威爾斯州商學教育方針為例，課程內容分為「初階」4章與「進階」5章，包括：
| - 商業本質 - 商業效能 - 創立公司 - 公司發展計劃 - 商業管理和變化 | - 財務計劃和管理 - 行銷學 - 僱傭關係 - 全球商業環境 |

學子將於內容和知識中認識到：
- 商業的本質、作用和結構；
- 商業的效能、程序和運作方式；
- 管理的本質、作用、責任和效益；
- 商業的內部因素和外部因素等概念。

發展出：
- 能從不同的角度來調查、分析、匯報、評論所見的商業資訊與議題；
- 能以適當的模式來交換商業資訊；
- 因應個別的商業情境，能應用數學概念等技能。

由於商學深具實用性，所以其影響力和重要性至今無論於專業或教育界仍在發展與擴充中。

## 外部連結
- 英国广播公司：Business Studies（页面存档备份，存于）（英文）
- 《金融時報》：Business education（页面存档备份，存于）（英文）
- Business Studies Online－Games（英文）